# Arnikor
Arnikor (Arnica) är ett växtsläkte om cirka 30 arter i familjen korgblommiga växter. Släktet kallas också Arnikasläktet. Arterna förekommer i Europa, östra Asien, Nordamerika, söderut till Mexiko. Två arter (*) är vildväxande och några arter odlas som trädgårdsväxter i Sverige.

## Bildgalleri

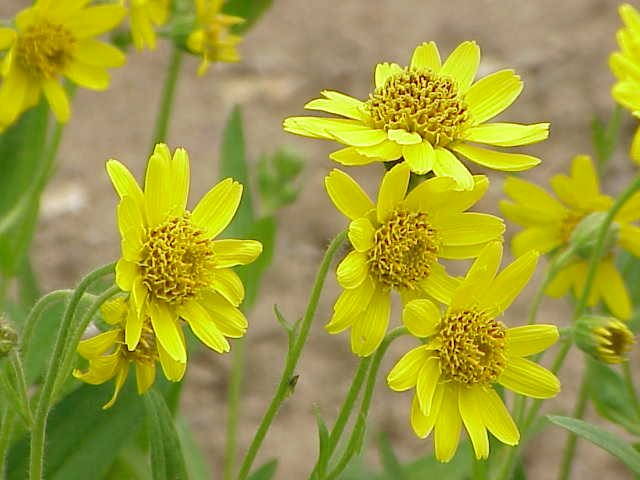
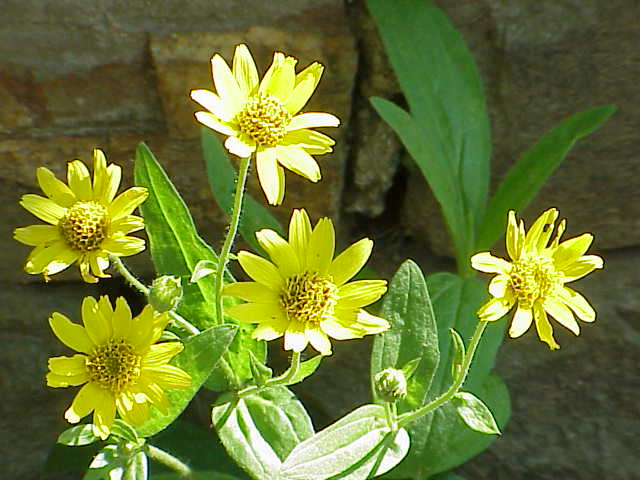
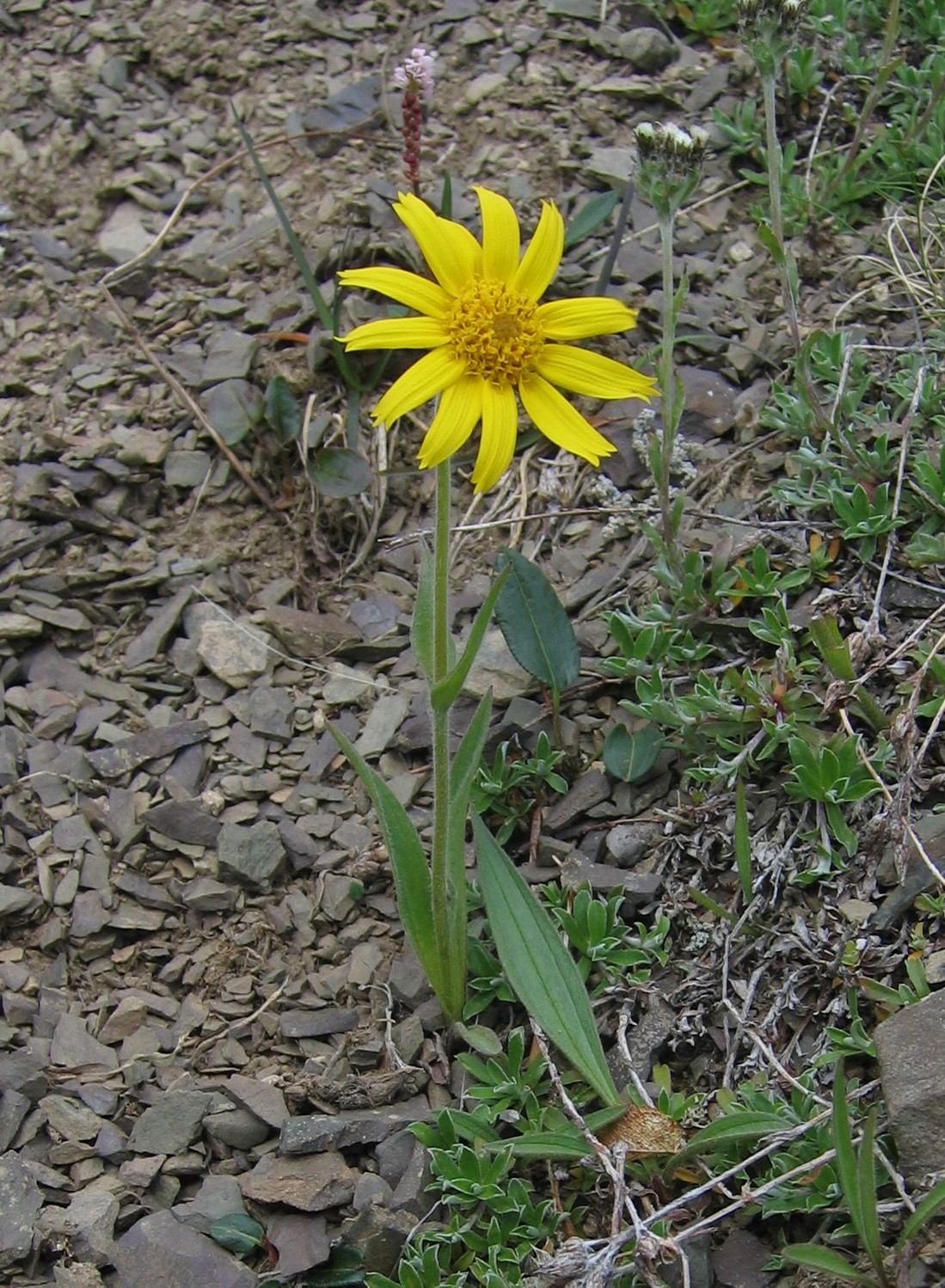
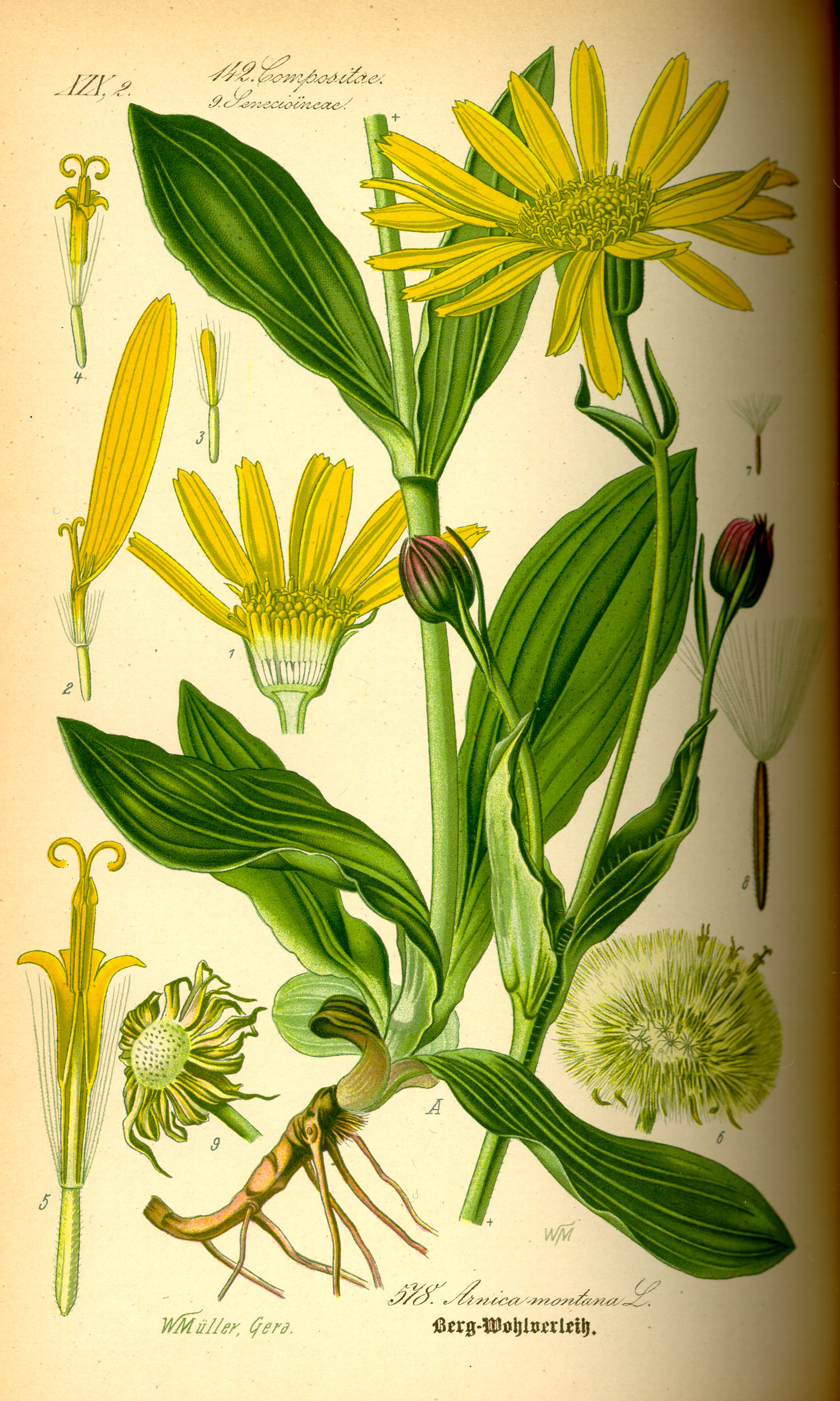
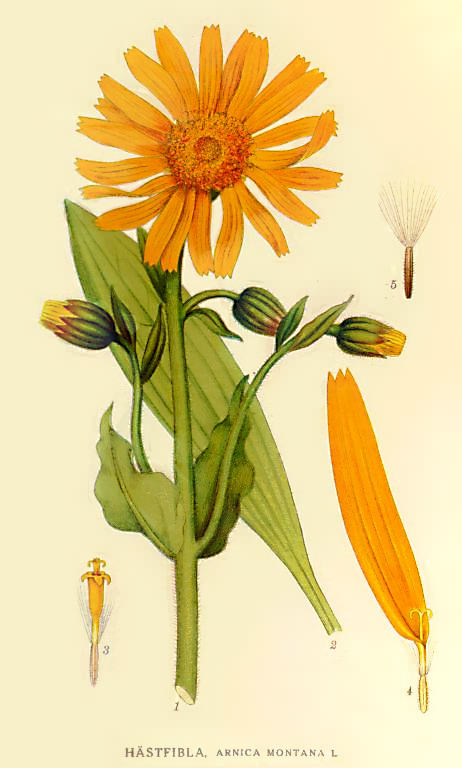
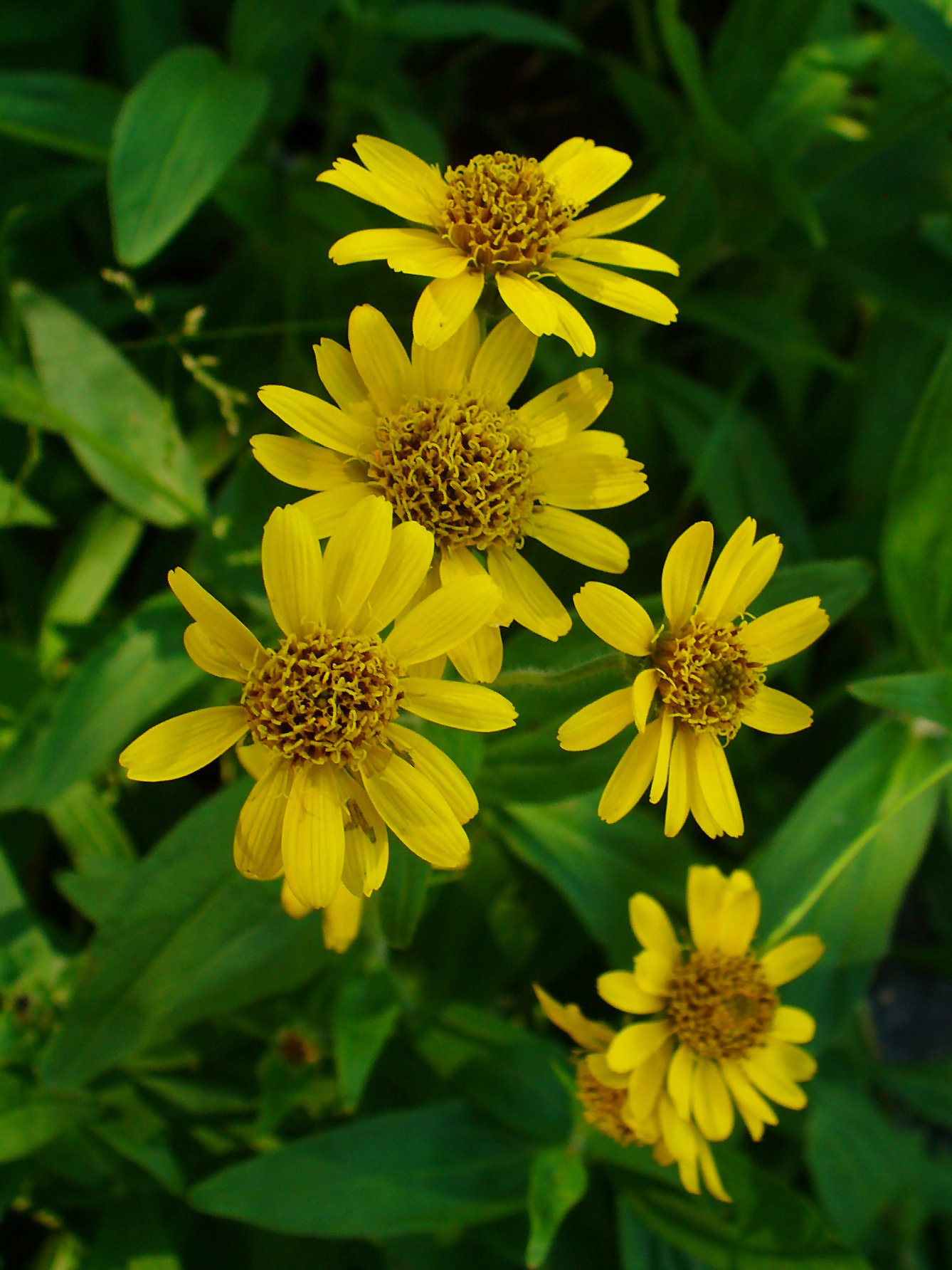

## Dottertaxa till Arnikor, i alfabetisk ordning[1]
- Arnica acaulis
- Arnica angustifolia
- Arnica attenuata
- Arnica cernua
- Arnica chamissonis
- Arnica cordifolia
- Arnica dealbata
- Arnica denudata
- Arnica discoidea
- Arnica fulgens
- Arnica gracilis
- Arnica griscomii
- Arnica intermedia
- Arnica lanceolata
- Arnica latifolia
- Arnica lessingii
- Arnica lonchophylla
- Arnica longifolia
- Arnica louiseana
- Arnica mallotopus
- Arnica mollis
- Arnica montana
- Arnica nevadensis
- Arnica ovata
- Arnica parryi
- Arnica porsildiorum
- Arnica rydbergii
- Arnica sachalinensis
- Arnica sororia
- Arnica spathulata
- Arnica unalaschcensis
- Arnica venosa
- Arnica viscosa